# Iodeto de chumbo(II)
Iodeto de chumbo (II) (PbI2) ou iodeto plumboso é um sólido amarelo brilhante à temperatura ambiente, que se torna reversivelmente vermelho-tijolo por aquecimento. Em sua forma cristalina é usado como um material detector de fótons de alta energia, incluindo raios-x e raios gama.
O iodeto de chumbo é tóxico devido ao seu teor de chumbo. No século XIX, foi usado como pigmento de artistas chamado amarelo de iodo, mas era demasiado tóxico e instável para ser útil.
Iodeto de chumbo pode ser obtido como um precipitado amarelo ao reagir soluções de nitrato de chumbo (II) e iodeto de potássio:
Pb(NO3)2(aq) + 2KI(aq) → PbI2(s) + 2KNO3(aq)
É um composto pouco solúvel em água fria, mas bastante solúvel em água quente, produzindo uma solução incolor; ao ser resfriada a solução, o PbI2 cristaliza-se como plaquetas hexagonais de cor dourada ("lantejoulas").
O iodeto de chumbo, devido à sua cor caracteristica, é muito utilizado em química analítica: soluções de iodeto são úteis para identificar a presença de chumbo, e, na mão oposta, soluções de sais solúveis de chumbo (II) (nitrato, acetato) podem ser usadas para testar a presença de iodetos em uma solução, mas só quando a quantidade de íons Pb+2 e/ou I- nas soluções for suficiente para exceder o produto de solubilidade (Kps) do iodeto de chumbo formado e o precipitado amarelo se formar em quantidade visível. Em solução de álcool etílico P.A, se torna vermelho.